# محمد سامي (مخرج)
محمد سامي (26 أغسطس 1983)، مخرج مصري.

## حياته
ولد في القاهرة، ودرس في الجامعة الأمريكية هو الابن الوحيد لدكتور الاقتصاد ورئيس مجلس إدارة الشركة العربية للتجارة الدولية د. سامي عبد العزيز و والدته هي النائبة البرلمانية د.صبورة السيد نائب رئيس مجلس إدارة مجموعة سليبه التعليمية وعضو مجلس إدارة كلية دار العلوم وكان لوالديه دور رئيسي في بناء شخصيته القيادية و تعليمه فنون الإدارة منذ الصغر و هذا ما أضاف له كثيراً وجعلة يتطور في مجاله العملي بصورة ملحوظة. تزوج من الممثلة مي عمر عام 2010م ورزق بإبنتينه (تايا) و(سيلين).

## أعماله

### مسلسلات من إخراجه
- 2011: آدم
- 2012: مع سبق الإصرار
- 2013: حكاية حياة
- 2014: كلام على ورق
- 2016: الأسطورة
- 2019: ولد الغلابة
- 2020: البرنس
- 2020: لؤلؤ (إشراف على الإخراج)
- 2021: نسل الأغراب
- 2023: جعفر العمدة
- 2024: نعمة الأفوكاتو
- 2024:بيت السعد
- 2025:
- 2025: سيد الناس

### أفلام من إخراجه
- 2012: عمر وسلمى 3
- 2015: ريجاتا
- 2015: أهواك
- 2017: جواب اعتقال
- 2017: تصبح على خير

### تمثيل
- 2011: آدم (حسان متهم أمن الدولة)
- 2014: شكلك مش غريب (برنامج)

### اغاني
- انت تاني: هيفاء وهبي
- مليون إحساس: هيفاء وهبي
- انكتبلي عمر: شيرين عبد الوهاب
- تعرفي: تامر حسني
- لو هكون غير ليك: تامر حسني
- كورنا فيرس: محمد رمضان
- رايحين نسهر: محمد رمضان

### مسلسلات من تأليفه
- 2019: ولد الغلابة (كلمات الأغاني)
- 2020: البرنس (مؤلف)
- 2020: لؤلؤ (إشراف على الكتابة)
- 2021: نسل الأغراب (مؤلف)
- 2023: جعفر العمدة (مؤلف ومخرج)
- 2024: نعمة الأفوكاتو (مؤلف)
- 2025:
- 2025: سيد الناس(mister of people )

### أفلام من تأليفه
- 2015: ريجاتا (سيناريو)
- 2015: أهواك (مؤلف)
- 2017: جواب اعتقال (مؤلف)
- 2017: تصبح على خير (قصة وسيناريو وحوار)
- 2020: البرنس (مؤلف)
- 2021: نسل الأغراب (مؤلف)
- 2023: العميل صفر (فكرة)

## روابط خارجية
- محمد سامي على موقع IMDb (الإنجليزية)
- محمد سامي على موقع قاعدة بيانات الأفلام العربية
- محمد سامي على موقع قاعدة بيانات الفيلم (الإنجليزية)